# Casa consistorial de Mérida (España)
La casa consistorial de Mérida es un edificio de estilo neoclásico situado en la plaza de España de la ciudad de Mérida, que sirve de sede al Ayuntamiento de Mérida. Fue construido en la segunda mitad del siglo XIX.

## Historia
A comienzos de la década de 1860, el antiguo edificio de la casa consistorial de Mérida, ubicado en el mismo lugar donde se encuentra el actual, amenazaba ruina y se juzgó necesario su derrumbe para levantar un edificio de nueva planta. El proyecto fue encomendado al arquitecto Manuel Villar, que lo tuvo terminado el 12 de agosto de 1863. El presupuesto inicial elaborado por el arquitecto ascendía a 146 947 reales de vellón. Posteriormente, en enero de 1865, un informe de Obras Públicas obligó a modificar algunos aspectos y el presupuesto se elevó a 196 991 reales. Un mes después, a día 8 de mayo, se publicó la convocatoria para recibir propuestas de construcción, tanto en el Boletín Oficial de la Provincia de Badajoz como en la Gaceta de Madrid. Se recibieron cuatro propuestas, resultando adjudicatario Deogracias Barrio Pedro por presentar la más económica (189 900 reales).
Las obras comenzaron en agosto de 1865 con los trabajos de demolición del edificio antiguo y finalizaron en marzo de 1866. El ayuntamiento se negó a pagar el segundo plazo al constructor hasta que se repararan varios desperfectos que se habían observado. Finalmente, la obra costó 211 165 reales. El reloj se construyó en 1883, según se lee en la inscripción del propio edificio, aunque no existe documentación sobre la construcción de este elemento.
Posteriormente el edificio ha sido ampliado y reformado en varias ocasiones. Desde principios de la década de 1980, la fachada del edificio tuvo como colores predominantes el blanco y el albero. En abril de 2018 se sustituyeron las franjas de albero por pintura de color gris.

## Arquitectura
El edificio es de estilo neoclásico. La planta baja está presidida por soportales con tres arcos de medio punto. En la primera planta se encuentra una balconada a la que dan acceso tres puertas separadas por grandes pilastras de orden dórico. La fachada está rematada por un reloj con la fecha 1883 superpuesta.